# Province de Burgos
Pour les articles homonymes, voir Burgos (homonymie).
La province de Burgos (en espagnol : Provincia de Burgos) est une des neuf provinces de la communauté autonome de Castille-et-León, dans le nord de l'Espagne. Sa capitale est la ville de Burgos.

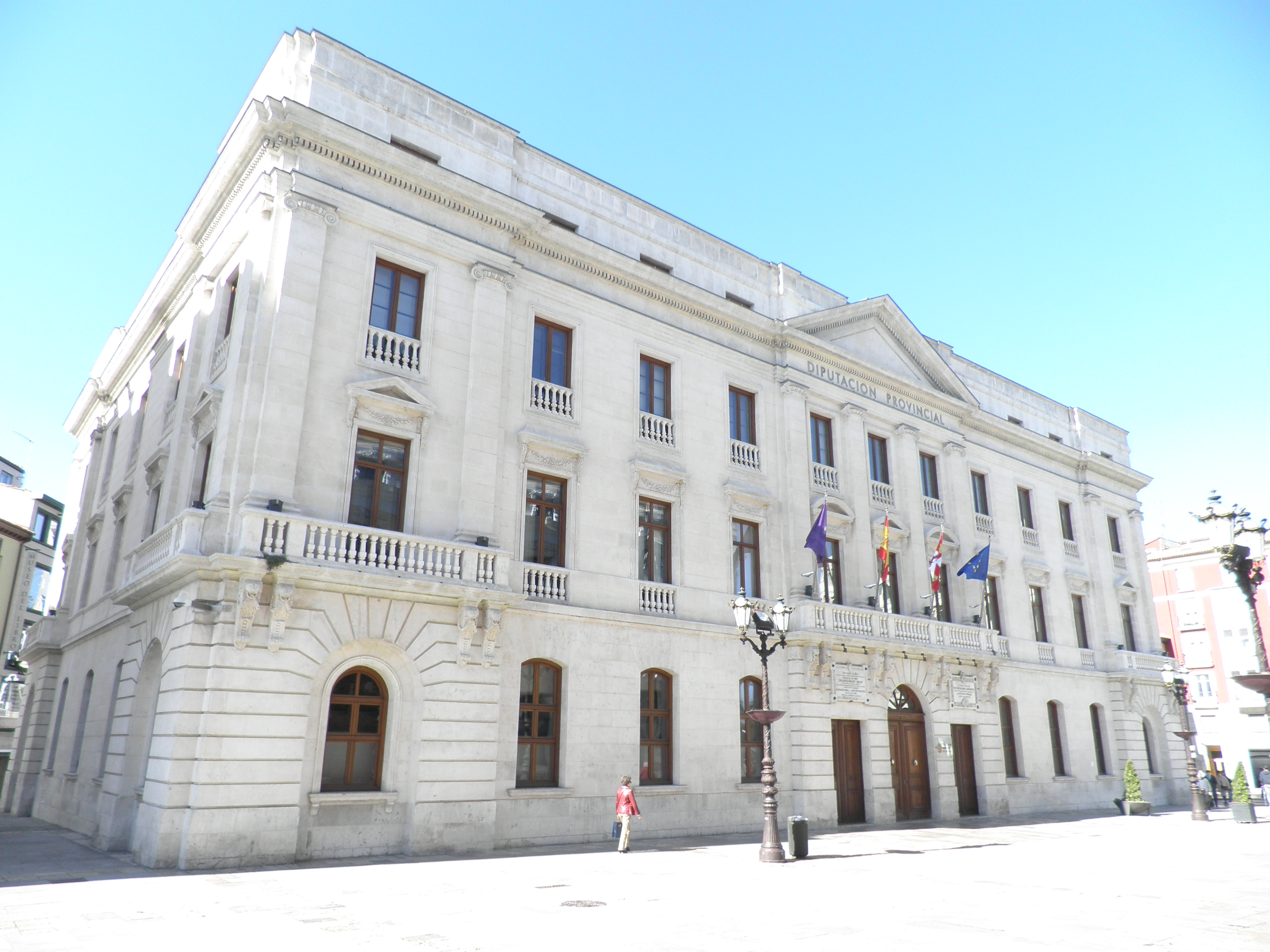
Palais provincial (XIXe siècle) à Burgos, siège du député de Burgos, l'organe directeur de la province.

## Toponymie
Le nom de la province est celui de sa capitale, la ville de Burgos, donc son origine étymologique est la même. Il existe plusieurs versions sur son étymologie. La plupart sont inclinés à son origine du latin bass burgus, formé du grec Πύργος pyrgos, qui signifie tour et se réfère aux deux tours de guet construites sur la colline du château. D'autres pensent qu'il vient du Borg allemand, la montagne. Guadix ajoute qu'en arabe بورجوا burgo signifie maison de paille et qu'ils auraient pu prendre ce mot chez les Goths.
Selon le Real Despacho de Armas de la Excma Diputación Provincial de Burgos, publié le 24 septembre 1877 par M. Luis Vilar y Pascual, "doyen des Chroniclers de Reyes de Armas de número del Rey Nuestro Señor", déclare que : Le nom de Burgo signifie maisons au bord du fleuve, et celui de Burgos, plusieurs maisons ou petites populations dispersées par le territoire, qui se sont réunies pour former une ville".

## Géographie
La province de Burgos couvre une superficie de 14 269 km2.
Elle est bordée au nord par la Cantabrie, au nord-est par la Biscaye et l'Alava, à l'est par La Rioja, au sud-est par la province de Soria, au sud par la province de Ségovie, au sud-ouest par la province de Valladolid et à l'ouest par la province de Palencia. À l'est, l'enclave de Treviño est incluse à l'intérieur de Alava.

## Histoire
Au nord de la province se trouvent les Merindades berceau de la Castille.
Au centre de la province, à quelques kilomètres au nord de Burgos, se trouve le village natal de Rodrigo Díaz de Bivar, dit « Le Cid ».

## Population
La province de Burgos comptait 352 273 habitants en 2002, dont la moitié dans la capitale. Les seules villes notables en dehors de Burgos sont Miranda de Ebro et Aranda de Duero.

## Subdivisions

### Comarques

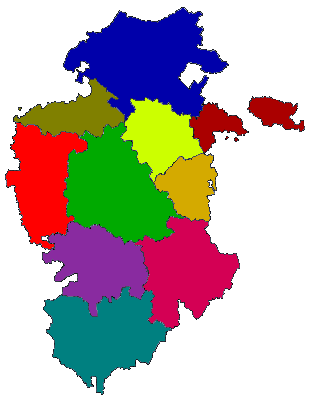
Comarques de la province de Burgos.
Páramos
Alfoz de Burgos
Odra-Pisuerga
Arlanza
Ribera del Duero
Merindades
Ebro
La Bureba
Montes de Oca
Sierra de la Demanda

La province de Burgos est subdivisée en 10 comarques :
- Merindades
- Páramos
- La Bureba
- Ebro
- Odra-Pisuerga
- Burgos (Alfoz)
- Montes de Oca
- Arlanza
- Sierra de la Demanda
- Ribera del Duero

### Communes
La province de Burgos compte 371 communes (municipios en espagnol).